# Lillie Landgren
Louise Hanna Henrika (Lillie) Landgren, född 18 augusti 1876 i Leksands församling, död 8 juli 1965 i Stockholm, var en svensk trädgårdsmästare.
Landgren, som var dotter till provinsialläkaren Strickert Landgren och Hanna Engblom, avlade studentexamen i Stockholm, studerade vid Swanley Horticultural College 1899–1900, vid Agdatorps trädgårdsskola 1901 och var extra elev vid Adelsnäs trädgårdsskola vintern 1901–1902. Efter att ha varit trädgårdsmästare vid privatträdgårdar i England och Sverige köpte hon 1904 tre tunnland fäbodjord på Tibbleberget vid Leksand samt anlade trädgård där och mottog kvinnliga trädgårdselever. Från 1906 förlade Kopparbergs läns hushållningssällskap årligen till Torshäll kurser i trädgårdsskötsel på fem veckor för manliga och kvinnliga deltagare samt lämnade bidrag till där anordnade kurser i konservering och grönsaksmatlagning.
Landgren tilldelades stipendium från Fredrika Bremer-förbundet 1902 för studier av skol- och koloniträdgårdar i Sverige och Danmark, statsstipendium 1907 och 1908 för studier av trädgårdsskötseln bland folket och vid läroanstalter, där undervisning i trädgårdsskötsel meddelas folkets barn, i Sverige, Finland och Danmark. Hon var bland annat ledamot av kommunalfullmäktige 1920–1923 och ledamot av länets skolköksnämnd. Hon utgav Vår trädgård (1910, flera upplagor) och skrev en del artiklar i tidskrifter. Hon tilldelades Patriotiska sällskapets medalj för förtjänster om trädgårdsodling.